# Malhuvud

Malhuvud är en ö i Ösmo socken i Nynäshamns kommun innanför Oxnö omkring 5 kilometer väster om Nynäshamn. Ön har en yta av 54 hektar.
Malhuvud bestod tidigare av två öar; den norra hette Ängsö och den södra Lindholmen. På Lindholmen har det sedan mycket länge funnits ett skärgårdshemman. Ett torp som brändes i samband med rysshärjningarna 1719 men därefter återuppbyggdes finns ännu kvar med en byggnad från 1700-talet. 1734 startades en järngruva på öns södra del. Brytningen skedde dock främst i mindre skala och 1839 upphörde gruvbrytningen. Kvar vid gården finns huvudbyggnaden från 1890-talet och en arrendatorsbostad från 1930-talet. Jordbruket lades ned 1966, men boskapsskötsel har fortsatt att bedrivas vid gården.